# Васенко, Платон Григорьевич
Плато́н Григо́рьевич Васенко́ (10 августа 1874, Санкт-Петербург — 10 апреля 1942, Владимир) — русский историк, археограф, педагог, профессор, представитель петербургской исторической школы, в советское время — учёный хранитель рукописного отдела Библиотеки Академии наук СССР (БАН), член Археографической комиссии; один из учеников академика С. Ф. Платонова.

## Биография
Платон Григорьевич родился в дворянской семье в Санкт-Петербурге. Его отец Григорий Андреевич и мать Александра Михайловна находились в отдаленном родстве. Их предки были выходцами с Украины. Григорий Андреевич (род. 1838), закончил в 1859 году Морской кадетский корпус и был офицером Балтийского флота; с 1872 года он помощник управляющего Петербургской речной полиции; с 1874 он капитан-лейтенант; с 1883 года — член Санкт-Петербургского Речного яхт-клуба; с 1883 года — управляющий Петербургской речной полиции; с 1885 года — капитан 2-го ранга; с 1887 года — полковник, с 1894 года — генерал-майор; с 11 мая 1899 года — генерал-лейтенант. Александра Михайловна в семье занималась воспитанием детей и первоначальным обучением детей. Александра Михайловна сдала экзамены при университете на звание домашней учительницы и имела собственную небольшую частную школу. На воспитание детей в семье Васенко оказал влияние отец Александры, дед Платона Григорьевича Михаил Тарасович, книгочей, любитель музыки и театра. У Платона был брат Николай, который впоследствии принял монашеский постриг и стал архимандритом.
Платон Григорьевич поступил учиться в гимназию Человеколюбивого общества, которую окончил в 1892 году. В этом же году он поступил учиться на историко-филологический факультет Санкт-Петербургского университета. В 1896 году Васенко был удостоен золотой медали за сочинение «Состав, служебное устройство и хозяйственное обеспечение гарнизонных и полевых войск Московского государства в XVI и первой половине XVII в.». В университете Платон Григорьевич был учеником профессора С. Ф. Платонова, в письмах к которому неизменно так себя и называл.
В 1897 году Васенко был оставлен на кафедре русской истории для приготовления к профессорскому званию, но в 1898 году из-за стесненных материальных условий был вынужден был оставить научную деятельность и заняться преподаванием. С 1898 по 1913 год Васенко преподавал историю в Санкт-Петербургской Коломенской женской гимназии. В 1899—1903 годах он читал лекции по истории в Морском кадетском корпусе. 3 апреля 1905 года Платон Григорьевич защитил магистерскую диссертацию «Книга Степенная царского родословия и ее значение в древнерусской исторической письменности». На основе диссертации Платоном Григорьевичем была написана одноимённая монография, которая была удостоена в 1906 году академической премии имени Д. А. Толстого. 12 декабря 1906 года Васенко был избран членом Археографической комиссии. В 1910-е годы его научная деятельность сочеталась с обширной педагогической деятельностью. С 1910 года он — преподаватель, а с 1913 года и, вероятно, до 1917 года экстраординарный профессор в Училище Правоведения. В 1912 году Васенко был членом особой комиссии Ученого комитета, созданной для пересмотра программ по истории в средних учебных заведениях. С 1913 года по 1920 год он был преподавателем, а затем профессором Женского педагогического института. С 1913 и, вероятно, до 1922 года преподавал в Историко-филологическом институте при Первом Петроградском университете. В 1911 году Васенко получил чин статского советника, к 1914 году имел ордена Св. Владимира 4-й степени, Св. Анны 2-й и 3-й степени и Св. Станислава 3-й степени. Во время Первой мировой войны Платон Григорьевич был членом Историографической комиссии и председателем Бюро печати Особого отдела Комитета помощи пострадавшим от военных бедствий (Татьянинского комитета). Васенко давал уроки детям великого князя Константина Константиновича Олегу и Игорю.
К 1920 году Платон Григорьевич был вынужден практически прекратить преподавательскую деятельность, почти отказаться от научных занятий. Работу в высших учебных заведениях он потерял по политическим причинам. С 1918 года местом его работы становится Центрархив, где он заведовал отделом до 1923 года. С 1922 по 1924 год он преподавал в 43-й советской школе. В 1922 году, с целью возвращения к исследовательской деятельности, Васенко начал работать внештатным сотрудником Исторического института при Петроградском университете. В 1924 году он становится ученым хранителем IV (рукописного) отделения Библиотеки академии наук. В 1926—1928 годах он — профессор кафедры Русской церковной истории на Высших Богословских курсах. 13 апреля 1927 года стараниями Платонова и академика М. М. Богословского Васенко был включен в высшую группу «А» (выдающиеся ученые) научных работников по классификации ЦЕКУБУ, что буквально спасло семью Васенко от голодной смерти.
В ноябре 1929 года в ходе чистки академических учреждений Ленинграда Васенко был уволен из Библиотеки. 1 декабря 1929 года (по другим источникам Платон Григорьевич был арестован 8 августа 1931 года постановлением Коллегии ОГПУ по так называемому «академическому делу». Васенко был приговорен к десяти годом ссылки и отправлен в Соловецкий лагерь особого назначения. В марте 1933 года Васенко был досрочно освобождён и отправлен на место жительства во Владимир, где столкнулся с отсутствием средств к существованию и невозможностью найти работу. Семья, с которой он переписывался, помогала Платону Григорьевичу.
Назначенный в феврале 1935 года на Владимирскую кафедру архиепископ Сергий (Гришин) организовал при канцелярии епархии «нечто вроде академии по повышению общего и богословского образования служителей культа», которую посещали 4—8 человек. К преподаванию был привлечён и профессор Васенко, который прочитал несколько лекций: об источниках русской истории; наши предки и первые князья. Деятельность «академии» прекратилась, когда 18 апреля 1936 года были арестованы епископ Сергий и ещё около 10 представителей владимирского духовенства. Пострадал ли при этом профессор Васенко — неизвестно
Перед Великой Отечественной войной Платон Григорьевич приезжал в Ленинград, где его видела внучка Н. В. Аксёнова. В семье Васенко сохранились сведения, что Платон Григорьевич погиб в результате несчастного случая, попав под колеса автомобиля или другого транспорта. В 1959 году «за отсутствием состава преступления» Платон Григорьевич Васенко, одним из первых из числа арестованных по «академическому делу», был реабилитирован. Дочь Васенко С. П. Чефранова получила официальную справку о реабилитации.
Первая жена Васенко умерла родами сына. Вторая жена Васенко — София Владимировна Никанова (1878—1925), выпускница историко-филологического отделения Бестужевских курсов, прекрасно музицировала, разбиралась в литературе и живописи. Занималась писательской деятельностью; под псевдонимом Владимирова издала ряд рассказов для детей, под фамилией Васенко ею написана книга «Год великого испытания» (1812 г.), выдержавшая 6 изданий, рецензия на книгу «Москва» (то есть «Москва в ее прошлом и настоящем» (т. 1-9. М., 1909—1912) анонимно переводила для журнала «Родина».
- - Дети: Владимир (род. 1909), Елена (род. 1911), Ксения, София (род. 1916), Татьяна. Семья проживала на Офицерской улице в доме № 13, затем на Офицерской улице в доме № 5[9].

28 февраля 1935 года дети Васенко: Владимир — вагоновожатый трампарка, Елена — научно-технический сотрудник Института имени Пастера, София — лаборант Туберкулезного института были арестованы и высланы из Ленинграда; постановлением Особого совещания НКВД СССР они
были лишены права проживания в 9 крупных городах Советского Союза, включая населенные пункты режимных территорий и приграничных районов страны.